# Livio Loi
Livio Loi (Hasselt, 27 aprile 1997) è un pilota motociclistico belga ritiratosi dall'attività agonistica.

## Carriera

### Gli inizi
Comincia a farsi notare nel 2007, vincendo il campionato Pocketbike belga nella categoria Junior A. Nel 2008 e nel 2009 vince nella stessa disciplina nella categoria Junior B in Belgio e nei Paesi Bassi, arrivando inoltre secondo nel campionato europeo Pocketbike nel 2009. Nel 2010 vince i campionati europeo e olandese di categoria 100, giunge secondo nel Gresini Junior Trophy in Italia e sesto nella Honda NSF ad Albacete. Nel 2011 partecipa alle competizioni olandesi Honda Moriwaki GP3 Junior Cup e Trofeo Moriwaki 250, concludendo rispettivamente terzo e quarto. Nel 2012 corre nella Red Bull Rookies Cup concludendo undicesimo, due gare nella classe 125 del CIV conquistando ventun punti e il Nel campionato europeo Moto3, svoltosi gara unica ad Albacete, dove si classifica in dodicesima posizione.

### Moto3
Nel 2013 debutta nella classe Moto3 del motomondiale, ingaggiato dal team Marc VDS Racing, che gli affida una Kalex KTM. Ottiene come miglior risultato un dodicesimo posto in Giappone e termina la stagione al 22º posto con 8 punti. Confermato in Moto3 dal team Marc VDS Racing anche per il 2014, inizia la stagione con motocicletta Kalex KTM per poi passare, dal GP di Germania, alla guida di una KTM RC 250 GP. Proprio al termine del GP di Germania, il team Marc VDS Racing decide di rescindere l'accordo con il pilota belga, a causa della carenza dei risultati nelle prime gare stagionali, dove Loi ha totalizzato 17 punti.

### 2015: la vittoria ad Indianapolis
Nel 2015 corre con una Honda NSF250R per il team RW Racing GP. In questa stagione vince la sua prima gara in carriera nel contesto del motomondiale in occasione del GP di Indianapolis. Totalizza 56 punti mondiali ed il sedicesimo posto in classifica finale. Nel 2016 è confermato nel team RW Racing GP, sempre in sella ad una Honda NSF250R. Inizia la stagione ottenendo al GP del Qatar il suo primo giro più veloce nel contesto del motomondiale. In questa stagione porta a termine tutte le gare in calendario e chiude la stagione al diciottesimo posto in classifica piloti, con 63 punti all'attivo e un quinto posto al GP d'Australia come miglior risultato.
Nel 2017 si trasferisce nel team Leopard Racing, restando alla guida di una Honda NSF250R. Il compagno di squadra è Joan Mir. Ottiene un secondo posto in Australia. In questa stagione è costretto a saltare i Gran Premi di San Marino e Aragona a causa di una frattura alla clavicola rimediata durante le qualifiche a seguito di una caduta rimediata centrando la moto di Gabriel Rodrigo, scivolato davanti a lui. Chiude la stagione al tredicesimo posto in classifica piloti con 80 punti ottenuti. Nel 2018 corre con la KTM del team Reale Avintia Academy. Viene sostituito dopo il Gran Premio d'Olanda da Vicente Pérez. Ha totalizzato 8 punti e ottenuto un decimo posto nel Gran Premio delle Americhe come miglior risultato.

### Mondiale Supersport 300 e CIV
Torna a disputare delle gare mondiali nel 2019 quando è chiamato, in qualità di pilota sostitutivo, a disputare tre Gran Premi nel campionato mondiale Supersport 300. In sella ad una Kawasaki Ninja 400 conquista dieci punti. Nel 2020 disputa quattro gare nel campionato italiano Supersport ottenendo diciotto punti ed il tredicesimo posto in classifica piloti. Nel 2021 è pilota titolare nell'italiano Supersport, si classifica nuovamente tredicesimo, con cinquantacinque punti.

## Risultati in gara

### Motomondiale
| 2013 | Classe | Moto      |  |  |    |    |    |     |    |    |    |    |    |    |    |    |    |    |    |     |  | Punti | Pos. |
| ---- | ------ | --------- |  |  | -- | -- | -- | --- | -- | -- | -- | -- | -- | -- | -- | -- | -- | -- | -- | --- |  | ----- | ---- |
| 2013 | Moto3  | Kalex KTM |  |  | 15 | 16 | 25 | Rit | 23 | 22 | NE | 14 | 21 | 19 | 22 | 15 | 18 | 18 | 12 | Rit |  | 8     | 22º  |

| 2014 | Classe | Moto            |    |    |   |     |    |    |    |    |     |  |  |  |  |  |  |  |  |  |  | Punti | Pos. |
| ---- | ------ | --------------- | -- | -- | - | --- | -- | -- | -- | -- | --- |  |  |  |  |  |  |  |  |  |  | ----- | ---- |
| 2014 | Moto3  | Kalex KTM e KTM | 17 | 12 | 4 | Rit | 20 | 19 | 25 | 25 | Rit |  |  |  |  |  |  |  |  |  |  | 17    | 21º  |

| 2015 | Classe | Moto  |     |    |    |    |    |    |    |    |    |   |    |   |    |    |     |     |    |    |  | Punti | Pos. |
| ---- | ------ | ----- | --- | -- | -- | -- | -- | -- | -- | -- | -- | - | -- | - | -- | -- | --- | --- | -- | -- |  | ----- | ---- |
| 2015 | Moto3  | Honda | Rit | 25 | 12 | 13 | 13 | 14 | 19 | 13 | 16 | 1 | 18 | 5 | 12 | 15 | Rit | Rit | 19 | 20 |  | 56    | 16º  |

| 2016 | Classe | Moto  |   |    |   |    |    |    |    |    |    |    |    |    |    |    |   |   |   |    |  | Punti | Pos. |
| ---- | ------ | ----- | - | -- | - | -- | -- | -- | -- | -- | -- | -- | -- | -- | -- | -- | - | - | - | -- |  | ----- | ---- |
| 2016 | Moto3  | Honda | 8 | 16 | 8 | 17 | 11 | 16 | 16 | 15 | 14 | 10 | 14 | 20 | 13 | 18 | 7 | 5 | 9 | 15 |  | 63    | 18º  |

| 2017 | Classe | Moto  |    |   |    |    |    |    |    |    |   |    |   |   |    |     |    |   |   |    |  | Punti | Pos. |
| ---- | ------ | ----- | -- | - | -- | -- | -- | -- | -- | -- | - | -- | - | - | -- | --- | -- | - | - | -- |  | ----- | ---- |
| 2017 | Moto3  | Honda | 12 | 6 | 15 | 16 | 16 | 23 | 25 | 21 | 7 | 27 | 4 | 6 | NP | Inf | 19 | 2 | 4 | 27 |  | 80    | 13º  |

| 2018 | Classe | Moto |     |    |    |    |    |    |    |    |  |  |  |  |  |  |  |  |  |  |  | Punti | Pos. |
| ---- | ------ | ---- | --- | -- | -- | -- | -- | -- | -- | -- |  |  |  |  |  |  |  |  |  |  |  | ----- | ---- |
| 2018 | Moto3  | KTM  | Rit | 15 | 10 | 18 | 21 | 24 | 15 | 24 |  |  |  |  |  |  |  |  |  |  |  | 8     | 32º  |

| Legenda | 1º posto        | 2º posto            | 3º posto            | A punti      | Senza punti        | Grassetto – Pole position Corsivo – Giro più veloce |
| Legenda | Gara non valida | Non qual./Non part. | Ritirato/Non class. | Squalificato | '-' Dato non disp. | Grassetto – Pole position Corsivo – Giro più veloce |

### Campionato mondiale Supersport 300
| 2019 | Moto     |  |  |  |  |  |  |    |    |   |  | Punti | Pos. |
| ---- | -------- |  |  |  |  |  |  | -- | -- | - |  | ----- | ---- |
| 2019 | Kawasaki |  |  |  |  |  |  | 21 | 24 | 6 |  | 10    | 24º  |

| Legenda | 1º posto        | 2º posto            | 3º posto           | A punti      | Senza punti        | Grassetto – Pole position Corsivo – Giro più veloce |
| Legenda | Gara non valida | Non qual./Non part. | Ritirato/Non class | Squalificato | '-' Dato non disp. | Grassetto – Pole position Corsivo – Giro più veloce |